# ويكيبيديا في الثقافة
ويكيبيديا في الثقافة كانت الإشارة إلى ويكيبيديا في الثقافة الشعبية واسعة النطاق. يسخر العديد من الأشخاص من انفتاح ويكيبيديا، حيث يقوم بعض الأشخاص بتخريب المقالات أو تعديلها بطرق غير بناءة. ويظهر آخرون أفرادًا يستخدمون ويكيبيديا كعمل مرجعي، أو يقارنون ذكائهم بشكل إيجابي بذكاء ويكيبيديا. في بعض الحالات، لا يتم استخدام ويكيبيديا كموسوعة على الإطلاق، بل تُستخدم بدلاً من ذلك كسمة شخصية أو حتى كلعبة، مثل Wikiracing . أصبحت ويكيبيديا أيضًا ذات أهمية ثقافية حيث يرى العديد من الأفراد وجود مدخل ويكيبيديا الخاص بهم كرمز للمكانة الاجتماعية.

## في الفنون والترفيه

#### في الفن
نصب ويكيبيديا التذكاري، الموجود في سلوبيتسه، بولندا، هو تمثال صممه النحات الأرمني مهران هاكوبيان لتكريم المساهمين في ويكيبيديا. تم الكشف عنه في ساحة فرانكفورت في 22 أكتوبر 2014 في حفل ضم ممثلين من فروع ويكيميديا المحلية ومؤسسة ويكيميديا.

#### في الموسيقى
مشهد في الفيديو الموسيقي لعام 2006 لأغنية " White & Nerdy " لـ ويرد أل يانكوفيك ، يظهر يانكوفيتش وهو يخرب صفحة ويكيبيديا لشركة تسجيلات أتلانتك، ويستبدلها بكلمات "أنت تمتص!"، في إشارة إلى المشاكل الأخيرة التي واجهها مع الشركة في الحصول على الأذونات.
كتب الملحن الأوكراني أندري بوندارينكو مقطوعة موسيقية بعنوان "نشيد ويكيبيديا"، والتي تم أداؤها في حفل موسيقي مخصص للذكرى السنوية الخامسة عشرة لتأسيس ويكيبيديا في كييف في عام 2016.

#### في القصص المصورة على شبكة الإنترنت
تمت الإشارة إلى ويكيبيديا عدة مرات في إكس كيه سي دي. أثارت نسخة طبق الأصل من مدخل مزيف على ويكيبيديا لكلمة "مالامنتو" كلمة مثيرة للسخرية ابتكرها مونرو للسخرية من أسلوب الكتابة في ويكيبيديا جدلاً واسع النطاق.

#### في الفكاهة
خلال الحرب الروسية الأوكرانية ، انتشر ميم بعنوان معركة تكنو هاوس 2022 ، والذي يعرض لقطات لمحاولة فاشلة لجندي روسي لفتح الباب، وتمت إعادة نشره ملايين المرات. شملت التغطية الإعلامية مناقشة صفحة ويكيبيديا الأولية للحادثة/الميم، والتي سخرت من الحدث باستخدام تنسيق ويكيبيديا المستخدم عمومًا للمعارك الفعلية فقط، مما جعل الأمر يبدو وكأنه معركة حقيقية. تم إدراج المتحاربين في "المعركة" بشكل فكاهي على أنهم "الجندي الروسي" و"باب المتجر" مع الإشارة إلى نتائج المعركة على أنها "نصر حاسم" و"فخر" كواحد من الضحايا الروس. تمت إزالة المحتوى الفكاهي لاحقًا من صفحة ويكيبيديا.

#### في الخيال
تدور أحداث رواية المحررون، التي ألفها ستيفن هاريسون في عام 2024، حول مجموعة من محرري موسوعة على الإنترنت، "إنفوبندوم" ، تعتمد على ويكيبيديا.

## ستيفن كولبير (2006)
في حلقة يوليو 2006 من الكوميديا الساخرة The Colbert Report، أعلن ستيفن كولبير عن المصطلح الجديد "wikiality"، وهو مزيج من كلمتي Wiki و reality ، لشريحته " The Wørd ". عرّف كولبير الويكي على أنها "الحقيقة بالإجماع" (بدلاً من الواقع)، على غرار صيغة الموافقة بالإجماع في ويكيبيديا. وأشاد بشكل ساخر بويكيبيديا لاتباعها فلسفته في الحقيقة التي تعتبر الحدس والإجماع انعكاسًا أفضل للواقع من الحقيقة: كما ترى، يمكن لأي مستخدم تغيير أي إدخال، وإذا وافق عليه عدد كافٍ من المستخدمين الآخرين، يصبح ذلك صحيحًا. ... لو أن كامل المعرفة الإنسانية تعمل بهذه الطريقة. ويمكن ذلك بفضل كلمة الليلة: ويكياليتي. الآن، أيها الأصدقاء، أنا لست من محبي الواقع، ولست من محبي الموسوعات. لقد قلتها من قبل. من هو البريطانيون ليخبروني أن جورج واشنطن كان لديه عبيد؟ إذا أردت أن أقول أنه لم يفعل، فهذا حقي. والآن، بفضل ويكيبيديا، أصبحت هذه حقيقة أيضًا. ينبغي علينا تطبيق هذه المبادئ على كافة المعلومات. كل ما نحتاج إلى فعله هو إقناع أغلبية الناس بأن بعض الحقائق صحيحة. إن ما نقوم به هو جلب الديمقراطية إلى المعرفة. 
واقترح كولبير أن يقوم المشاهدون بتغيير صفحة الفيل للإشارة إلى أن عدد الفيلة الأفريقية تضاعف ثلاث مرات في الأشهر الستة الماضية.  أدى الاقتراح إلى العديد من التغييرات غير الصحيحة في مقالات ويكيبيديا المتعلقة بالأفيال وأفريقيا. واصل كولبير الكتابة على الكمبيوتر المحمول بعيدًا عن الكاميرا، مدعيًا أنه يقوم بإجراء التعديلات على الصفحات بنفسه. نظرًا لأن التعديلات الأولية على ويكيبيديا المقابلة لهذه "الحقائق" المزعومة تم إجراؤها بواسطة مستخدم يُدعى Stephencolbert ، يعتقد الكثيرون أن Colbert نفسه قام بتخريب العديد من صفحات ويكيبيديا في الوقت الذي كان يشجع فيه المستخدمين الآخرين على القيام بنفس الشيء. تم حظر الحساب، سواء كان ستيفن كولبير نفسه أو شخص آخر ينتحل شخصيته، من ويكيبيديا إلى أجل غير مسمى.

## السياقات
لا يتم الإشارة إلى ويكيبيديا دائمًا بنفس الطريقة. والطرق المذكورة أدناه هي بعض الطرق التي تم ذكرها.

#### اقتباسات ويكيبيديا في الثقافة
- من بين الأشخاص المعروفين باستخدامهم أو التوصية باستخدام ويكيبيديا كمصدر مرجعي، الممثلة الكوميدية روزي أودونيل،[19] وأستاذ علم الاجتماع بجامعة روتجرز تيد جورتزل.[20][21]
- قام العديد من الأشخاص بما فيهم السير إيان ماكيلين، ونيكولاس كيج، وماركوس بريجستوك، بانتقاد أو التعليق على مقالات ويكيبيديا التي تتحدث عن أنفسهم.[22][23][24]

#### في السياسة
في يونيو 2011، حظيت ويكيبيديا باهتمام بسبب محاولات المحررين تغيير مقال "بول ريفير" لتتناسب مع رواية سارة بالين للأحداث أثناء جولة حافلة الحملة. ذكرت صحيفة نيويورك تايمز أن المقال "حصل على نصف مليون مشاهدة" بحلول 10 يونيو، و"بعد كل الاهتمام والحجج، أصبح المقال الآن أطول بكثير وأفضل مصدرًا بكثير ، مما كان عليه قبل تصريحات بالين".
في خطاب ألقاه في 28 أكتوبر 2013، لدعم كين كوتشينيلي لترشيح حاكم ولاية فرجينيا، بدا أن السيناتور راند بول يتضمن إعادة صياغة دقيقة لمدخل ويكيبيديا حول فيلم جاتاكا لعام 1997 (النسخة قبل الخطاب) في تعليقاته على تحسين النسل، كما لاحظت مضيفة إم إس إن بي سي راشيل مادو.
في أبريل 2015، ذكرت صحيفة الجارديان مزاعم تفيد بأن جرانت شابس، رئيس حزب المحافظين آنذاك، أو شخص يعمل تحت أوامره، قام بتحرير صفحات ويكيبيديا عن شابس وأعضاء آخرين في البرلمان البريطاني خلال الفترة التي سبقت انتخابات عام 2015، والتي نفى شابس تورطه فيها.
في أكتوبر 2018، قام جاكسون أ. كوسكو، وهو عضو سابق في طاقم السناتور الأمريكية ماجي حسن، بتحرير ويكيبيديا لتسجيل بيانات العديد من أعضاء الكونجرس بعد طرده. تم إدراج عناوين أعضاء مجلس الشيوخ الجمهوريين ليندسي جراهام وأورين جي هاتش وميتش ماكونيل ومايك لي الشخصية وأرقام هواتفهم المحمولة وعناوين بريدهم الإلكتروني في صفحات ويكيبيديا الخاصة بهم. تم استهداف أعضاء مجلس الشيوخ بسبب الدور الذي لعبوه كأعضاء جمهوريين في لجنة القضاء بمجلس الشيوخ خلال جلسات الاستماع المثيرة للجدل لترشيح المحكمة العليا لبريت كافانو. أقر كوسكو بالذنب في أبريل 2019 وفي 19 يونيو 2019 حُكم عليه بالسجن لمدة أربع سنوات في السجن الفيدرالي بتهم تتعلق بالحدث.
في فبراير 2022، وجد الصحفيون في صحيفة الإندبندنت أن النصوص من مقالات ويكيبيديا عن القسطنطينية وقائمة أكبر المدن عبر التاريخ قد تم رفعها من قبل موظفين حكوميين من وزارة التسوية والإسكان والمجتمعات المحلية في المملكة المتحدة ووضعها حرفيًا في الكتاب الأبيض للحكومة بشأن التسوية.

#### ويكيبيديا كمادة كوميدية
- يتم محاكاة ويكيبيديا على العديد من المواقع الإلكترونية، بما في ذلك بيضيبيديا، [32] [33] و الموسوعة الدراماتيكية.[34]
- في مايو 2006، تلقى مقدم البرامج الحوارية البريطاني بول أوجريدي استفسارًا من أحد المشاهدين بخصوص معلومات موجودة على صفحته على ويكيبيديا، حيث رد قائلاً: "ويكيبيديا؟ يبدو الأمر وكأنه مرض جلدي".
- ادعى الممثل الكوميدي زاك جاليفياناكيس أنه بحث عن نفسه على ويكيبيديا في مقابلة مع The Badger Herald،[35] وقال عن نفسه، "... أنا أتصفح ويكيبيديا الآن. نصف يوناني، ونصف ريفي، وطولي حوالي 6 أقدام و4 بوصات. وهذا كل شيء... قد يكون طولي 6 أقدام و4 بوصات غير طبيعي بعض الشيء. في الواقع، طولي 4 أقدام و6 بوصات."

#### مصدر المعلومات العامة
قارنت مجلة Slate بين ويكيبيديا والجهاز الخيالي The Hitchhiker's Guide to the Galaxy من السلسلة التي تحمل نفس الاسم من تأليف دوغلاس آدمز . "إن أوجه التشابه بين دليل المسافر (كما ورد في سلسلة وروايات راديو بي بي سي الأصلية التي ألفها آدمز) وويكيبيديا مذهلة للغاية، ومن العجيب أن معجبي المؤلف المتحمسين لا يعتقدون أنه اخترع السفر عبر الزمن. ولأن محرر الدليل كان دائمًا خارج المنزل لتناول الغداء، فقد تم تعديل الدليل "من قبل أي شخص غريب يمر بالصدفة ويتجول في المكاتب الفارغة في فترة ما بعد الظهر ويرى شيئًا يستحق القيام به". وقد انتهى هذا الجهد الجماعي المجهول إلى بيع أكثر من موسوعة جالاكتيكا على الرغم من "وجود العديد من الإغفالات واحتوائه على الكثير مما هو ملفق، أو على الأقل غير دقيق إلى حد كبير".  إن مقارنة الوثائق الخيالية في السلسلة لا تختلف كثيرًا عن المقارنات السائدة بين ويكيبيديا والموسوعات المهنية. 

#### كأساس للألعاب
مُحرّر هي لعبة يجب على اللاعب فيها تحديد مقالة ويكيبيديا (يتم اختيارها من بين 10000 مقالة حيوية) بعد ظهورها مع حذف معظم كلماتها. تظهر هنا حروف الجر، والمقالات، والفعل "أن يكون"، وعلامات الترقيم، وأطوال الكلمات. يقوم اللاعبون بتخمين الكلمات، والتي يتم الكشف عنها إذا كانت موجودة في المقالة. اعتبارًا من June 2024 لقد كان هناك أكثر من 800 لعبة يومية.

## نقد

#### مزاعم حول التأثير السلبي لويكيبيديا على الثقافة
أكد كتاب أندرو كين الصادر عام 2007 بعنوان عبادة الهواة: كيف يقتل الإنترنت ثقافتنا أن انتشار المحتوى الذي ينشئه المستخدمون على ويكيبيديا أدى إلى طمس وتقليل قيمة منافذ المعلومات التقليدية ذات الجودة العالية.